# Upchurch
Upchurch är en ort och civil parish i grevskapet Kent i sydöstra England. Orten ligger i distriktet Swale, cirka 7 kilometer nordväst om Sittingbourne och cirka 3 kilometer nordost om Rainham. Tätorten (built-up area) hade 1 726 invånare vid folkräkningen år 2021.